# Hocking County
Hocking County er et county i den amerikanske delstat Ohio.  

## Demografi
Ifølge folketællingen fra 2000 boede der 28,241 personer i amtet. Der var 10,843 husstande med 7,828 familier. Befolkningstætheden var 35 personer pr. km². Befolkningens etniske sammensætning var som følger: 97.54 % hvide, 0.92 % afroamerikanere, 0.29 % indianere, 0.08 % asiater, 0.08 % af anden oprindelse og 1.09 % fra to eller flere grupper.
Der var 10,843 husstande, hvoraf 33.50% havde børn under 18 år boende. 58.30 % var ægtepar, som boede sammen, 9.50 % havde en enlig kvindelig forsøger som beboer, og 27.80 % var ikke-familier. 23.70 % af alle husstande bestod af enlige, og i 10.00 % af tilfældene boede der en person som var 65 år eller ældre.
Gennemsnitsindkomsten for en hustand var $34.261 årligt, mens gennemsnitsindkomsten for en familie var på $40.888 årligt.